# Battle, East Sussex
Battle är en småstad och civil parish i grevskapet East Sussex i sydöstra England. Staden ligger i distriktet Rother, cirka 78 kilometer sydost om centrala London och cirka 10 kilometer nordväst om Hastings. Tätorten (built-up area) hade 5 330 invånare vid folkräkningen år 2021.
I närheten skedde slaget vid Hastings, där Vilhelm Erövraren besegrade Harald II år 1066.
Staden har fått sitt namn från Battle Abbey, ett kloster som grundades 1095 till minne av slaget. Kyrkans högaltare sägs ligga på den plats där Harald dog. Förutom porten återstår inte mycket av klostret.